# Lamellobates molecula
Lamellobates molecula är en kvalsterart som först beskrevs av Berlese 1916.  Lamellobates molecula ingår i släktet Lamellobates och familjen Austrachipteriidae.

## Underarter
Arten delas in i följande underarter:
- L. m. molecula
- L. m. aegypticus